# Libellula incesta
Libellula incesta ist eine Libellen-Art der Gattung Libellula aus der Unterfamilie Libellulinae. Ihr Verbreitungsgebiet erstreckt sich über den Osten der USA und Kanada.

## Merkmale

### Bau der Imago
Das Tier erreicht eine Länge von 45 bis 56 Millimetern, wobei 30 bis 36 Millimeter davon auf das Abdomen entfallen. Männchen und Weibchen haben braune oder ockerfarbene Gesichter, die nach oben hin dunkler bis metallisch schwarz werden.
Die Vorderseite des Thorax ist braun und weist einen weißlichen bis gelblichen Streifen in der Mitte auf. Die Seiten haben keine Streifen, sondern nur einen kurzen, dreieckigen, dunkelbraunen Streifen, der unter dem Vorderflügel leicht nach unten verläuft.
Die Hinterflügel erreichen eine Länge von 35 bis 43 Millimetern und sind durchsichtig und haben dunkle Flügelspitzen. Manchmal tritt am Nodus ein schwarzer Fleck auf. 
Die Beine sind schwarz, nur am Ansatz auf der Unterseite braun. Bei jungen Tieren ist das Abdomen gelb, schlank und etwas herabgesetzt. Es ist allgemein nach hinten stark verjüngt und hat die typischen am Rücken und seitlich befindlichen dunklen Streifen. Das achte Segment ist bei Weibchen seitlich verdickt. Der Thorax und das gesamte Abdomen von beiden Geschlechtern ist dunkel-stahlblau gefärbt.

### Bau der Larve
Die Larven besitzen zentral im Gesicht sitzende Augen und haben ein langes, sich zum Ende hin verjüngendes Abdomen. Der Rand des unpaaren Vorderteils des Labiums, das sogenannte Prämentum ist glatt.

## Ähnliche Arten
L. flavida hat bernsteinfarbene Seitenränder der Flügel, L. vibrans ist etwas größer und hat ein weißes Gesicht, basale Flügelstreifen und einen dunklen Punkt am Nodus. L. axilena hat weiße Hinterflügelansätze, silbern schimmernde Partien auf dem Thorax und ein blasser gefärbtes Abdomen. Cannaphila insularis hat ein bleiches Gesicht und die Hinterflügelansätze sind deutlich verengt.

## Lebensweise
Die Tiere leben an sumpfigen Teichen, Seen und langsam fließenden Flüssen mit schlammigem Untergrund in Wäldern. Die Männchen sitzen gerne auf hohen, sonnenbeschienenen Grashalmen und Pflanzen. Die Weibchen halten sich, abgesehen von der Paarungszeit, selten am Wasser auf. Die Paarung dauert nur ca. 30 Sekunden. Danach werden die Eier einzeln unter Bewachung des Männchens ins Wasser oder ans Ufer geworfen. Die Weibchen sind von Beginn an fruchtbar, auch wenn sie noch die gelbe, juvenile Farbe tragen.